# Павел Каръков
Павел Стефанов Каръков е известен банатски българин, общественик, филолог, политзатворник и земеделски деятел.

## Биография
Павел Каръков е роден на 13 юни 1923 г. в село Гостиля, където учи в основното училище. След като го завършва, заминава за град Пловдив, където продължава средното си образование във френския Колеж „Свети Августин“. Още като младеж изразява своята антикомунистическа позиция. След Деветосептемврийския преврат подкрепя открито опозицията, поради което му е отказана възможността да следва във висше учебно заведение през 1945 г.
Участва като войник във втората фаза на Втората световна война. Поради тази причина му е позволено да следва и Каръков е приет за студент по право в София. През учебната 1948/1949 г., по време на последния семестър от следването му, той е изключен от Юридическия факултет на Софийския университет „Св. Климент Охридски“ по политически причини. На следващия ден е изгонен от София и е въдворен в родното си място.
Половин година по-късно е арестуван на нивата си и е въдворен в лагер за трудово превъзпитание на остров Белене. На 27 октомври 1952 г. е задържан в Държавна сигурност и след 6-месечно следствие е несправедливо е осъден на 34 г. затвор, от които 18 години по обвинение в шпионаж, на 8 години за незаконно притежание на оръжие (пистолет от фронта) и 8 години за опит за бягство през границата. След 10 години и 3 месеца пребиваване като политически затворник в концлагера на остров Белене, Павел Каръков излиза на свобода. След като е освободен, получава възможност да завърши Софийския университет „Св. Климент Охридски“ в специалност „Западна филология“, но по политически причини не му е позволено да практикува специалността си. През целия трудов стаж работи като строителен работник и като такъв се пенсионира.
Погребението е в Централните софийски гробища, като службата се извършва в католическия параклис „Свети Франиск от Асизи" на 16 ноември 2011 г.